# (438829) Visena
(438829) Visena  es un asteroide perteneciente al cinturón de asteroides, región del sistema solar que se encuentra entre las órbitas de Marte y Júpiter, más concretamente descubierto el 21 de enero de 2009 por Antonio Garrigós Sánchez desde el Observatorio de L'Ametlla del Vallès, Barcelona, España.

## Designación y nombre
Designado provisionalmente como 2009 BY7. Fue nombrado Visena en homenaje a Vicente Serrano Navarro, abogado español que vivió y trabajó en muchos países latinoamericanos. Era cuñado del descubridor, Antonio Garrigós.

## Características orbitales
Visena está situado a una distancia media del Sol de 2,796 ua, pudiendo alejarse hasta 3,289 ua y acercarse hasta 2,302 ua. Su excentricidad es 0,176 y la inclinación orbital 14,52 grados. Emplea 1707,86 días en completar una órbita alrededor del Sol.

## Características físicas
La magnitud absoluta de Visena es 16,2. 